# Колибри-каллиопа
Колибри-каллиопа (лат. Selasphorus calliope) — вид птиц семейства колибри.

## Описание
Птица длиной примерно 9 см, весит от 2 до 3 г и имеет размах крыльев 11 см. Колибри-каллиопа самый маленький известный вид птиц в Северной Америке. У самцов красное горло, оперение по бокам зелёного цвета, брюхо белое, а хвост тёмный. У самок хвост красно-коричневого цвета, нет красного пятна на горле. Хвост птицы заметно короткий.

## Распространение
Птица гнездится летом в Канаде в Британской Колумбии и на северо-западе Соединённых Штатов, в Вашингтоне, Орегоне, Айдахо, западной Монтане, западной Юте и северной и восточной Калифорнии. На зимовку птица мигрирует в Мексику.

## Питание
Питание колибри состоит преимущественно из нектара цветов, пыльцы и насекомых.

## Размножение
После токования и спаривания на дереве устраивается чаще замаскированное гнездо. Самка откладывает обычно 2 яйца, которые высиживает от 14 до 16 дней. После появления птенцов их выкармливание длится от 21 до 28 дней.

## Враги
Естественные враги колибри — это змеи, кошки и соколообразные.

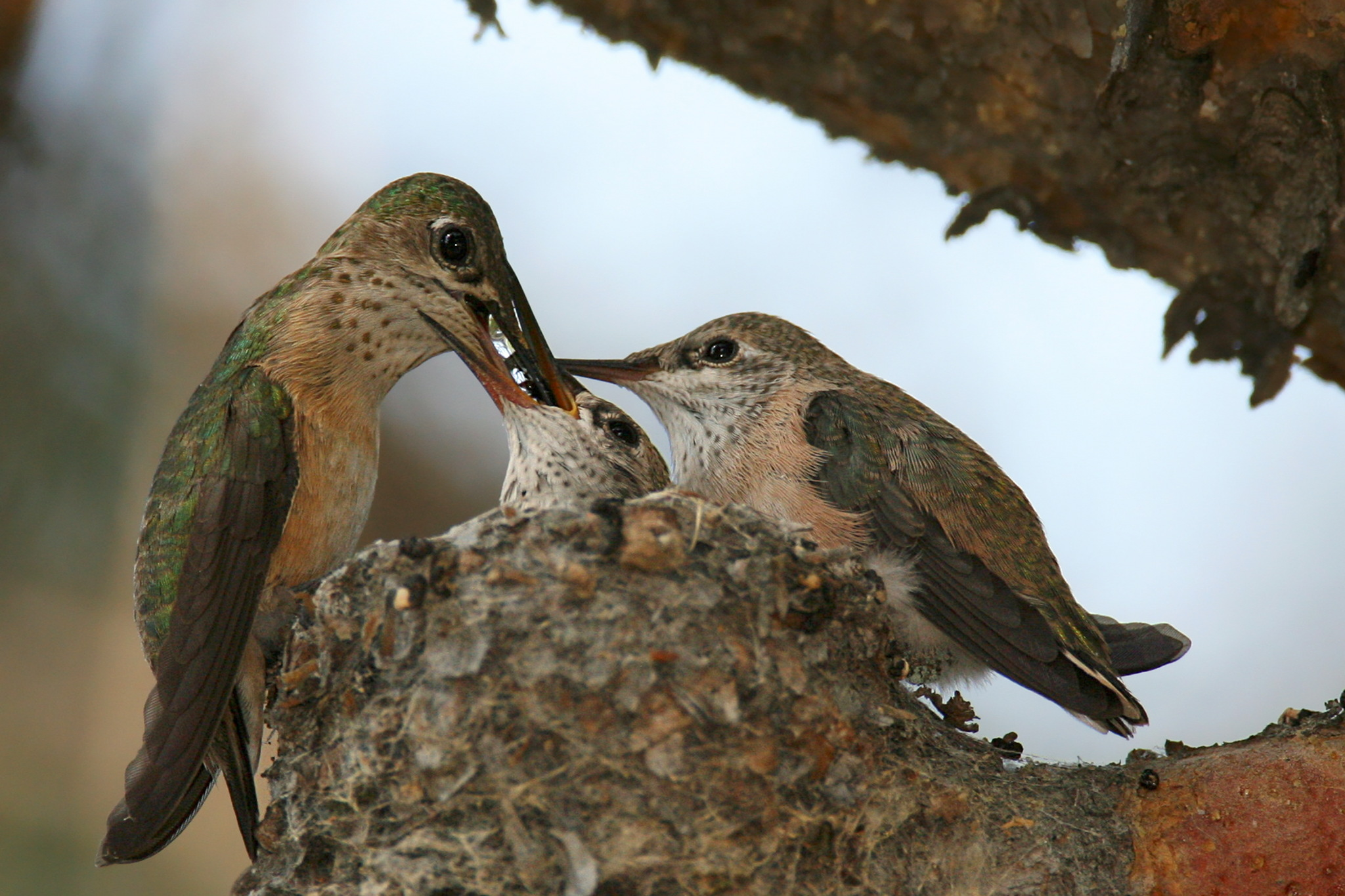
Самка у гнезда